# Juha Itkonen

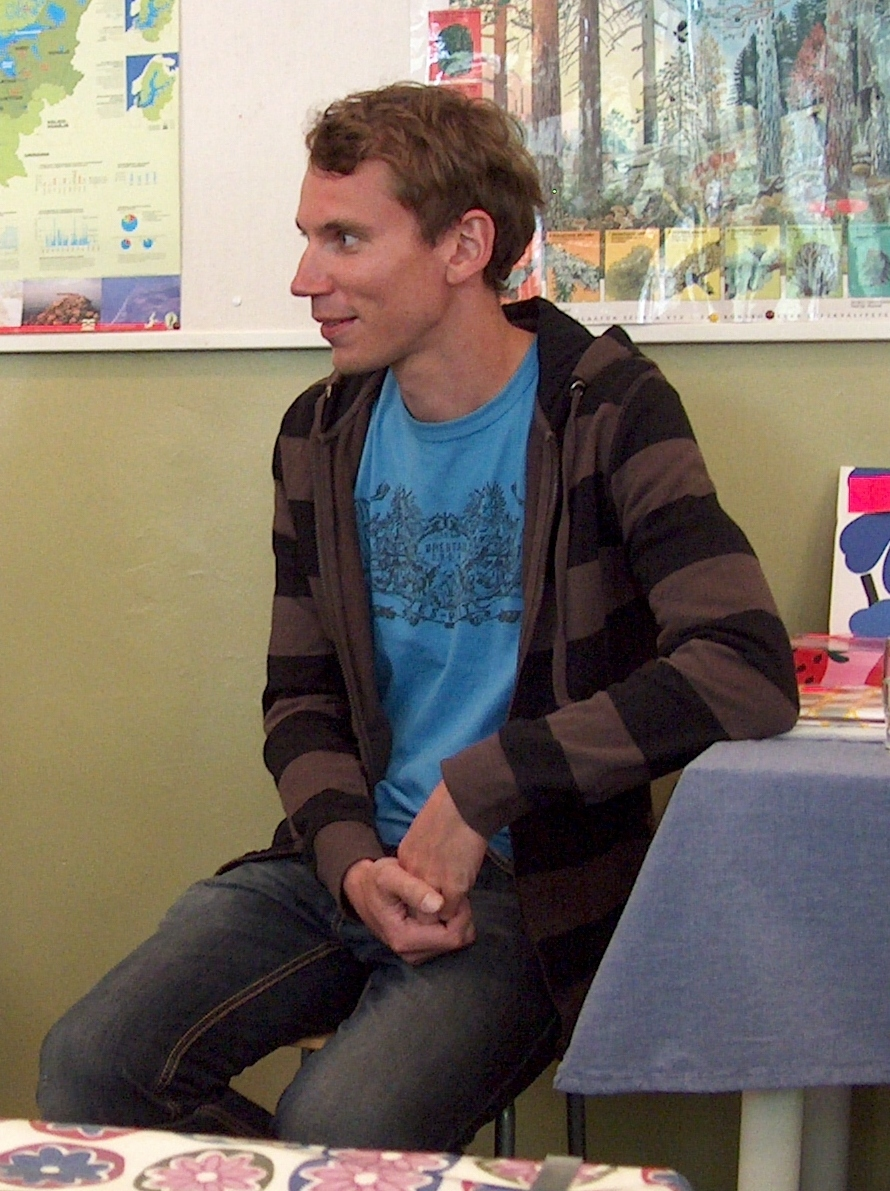
Juha Itkonen

Juha Heikki Itkonen (Hämeenlinna, 8 juni 1975) is een Finse schrijver. Itkonen studeerde in 2001 af aan de van de Universiteit van Helsinki. Hij is werkzaam geweest als journalist en hoofdredacteur. Hij is getrouwd en heeft een zoon, geboren in 2005.
Itkonens debuut Myöhempien aikojen pyhiä (De heiligen der laatste dagen) was opvallend. Het werd genomineerd voor de Finlandiaprijs en werd bekroond met de Kalevi Jäntti-prijs. Myöhempien aikojen pyhiä speelt zich af in het milieu van mormonen en geeft op ingehouden wijze een beeld van geloof, schuldgevoel en vervreemding.
Itkonens tweede boek Anna minun rakastaa enemmän (Laat me meer liefhebben) verscheen in 2005. Hierin beschrijft hij de internationale rockscene. De roman speelt zich af in New York en in een kleine Finse stad. Het verhaal wordt verteld door de ex-vriend en de moeder van de vermiste rockster Summer Maple. 
In 2006 kreeg Itkonen de Finse Staatsprijs voor Literatuur.
In het najaar van 2007 verscheen Itkonens derde roman Kohti (Tegemoet). Het boek werd genomineerd voor de Finlandiaprijs 2007. Tegelijkertijd publiceerde Itkonen met zijn vrouw Maija het kinderboek Topsi ja tohtori Koirasson (Topsi en dokter Koirasson).
Zijn werk is nog niet in het Nederlands vertaald.